# Buthiers (Haute-Saône)
Pour les articles homonymes, voir Buthiers.
Buthiers est une commune française située dans le département de la Haute-Saône, la région culturelle et historique de Franche-Comté et la région administrative Bourgogne-Franche-Comté. Ses habitants sont appelés les Butherois.

## Géographie
Le village, qui s'est développé autour de son château, est situé en rive droite de l'Ognon dans le sud du département de la Haute-Saône.

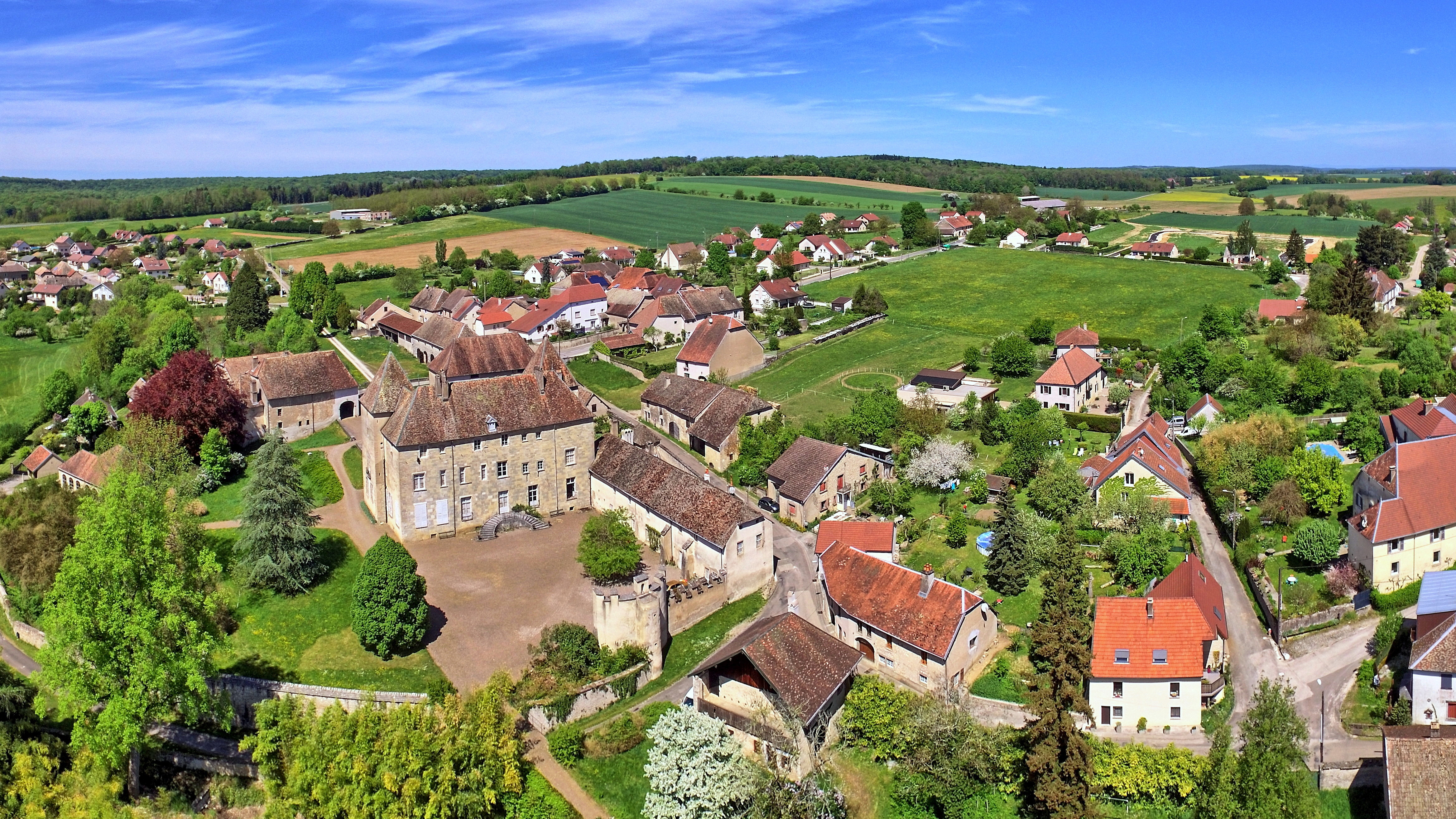
Le village autour de son château.

### Hyrographie
La commune est située sur la rivière Ognon au confluent de la rivière Buthiers (40 km)

### Climat
Pour des articles plus généraux, voir Climat de la Bourgogne-Franche-Comté et Climat de la Haute-Saône.
En 2010, le climat de la commune est de type climat des marges montargnardes, selon une étude du Centre national de la recherche scientifique s'appuyant sur une série de données couvrant la période 1971-2000. En 2020, Météo-France publie une typologie des climats de la France métropolitaine dans laquelle la commune est exposée à un climat semi-continental et est dans une zone de transition entre les régions climatiques « Lorraine, plateau de Langres, Morvan » et « Jura ». 
Pour la période 1971-2000, la température annuelle moyenne est de 10,9 °C, avec une amplitude thermique annuelle de 17,5 °C. Le cumul annuel moyen de précipitations est de 1 051 mm, avec 12,6 jours de précipitations en janvier et 9,3 jours en juillet. Pour la période 1991-2020, la température moyenne annuelle observée sur la station météorologique de Météo-France la plus proche, « Rioz », sur la commune de Rioz à 9 km à vol d'oiseau, est de 11,2 °C et le cumul annuel moyen de précipitations est de 1 084,6 mm. 
La température maximale relevée sur cette station est de 39,6 °C, atteinte le 25 juillet 2019 ; la température minimale est de −21,8 °C, atteinte le 20 décembre 2009,,. 
Les paramètres climatiques de la commune ont été estimés pour le milieu du siècle (2041-2070) selon différents scénarios d'émission de gaz à effet de serre à partir des nouvelles projections climatiques de référence DRIAS-2020. Ils sont consultables sur un site dédié publié par Météo-France en novembre 2022.

## Urbanisme

### Typologie
Au 1er janvier 2024, Buthiers est catégorisée commune rurale à habitat dispersé, selon la nouvelle grille communale de densité à sept niveaux définie par l'Insee en 2022.
Elle est située hors unité urbaine. Par ailleurs la commune fait partie de l'aire d'attraction de Besançon, dont elle est une commune de la couronne,. Cette aire, qui regroupe 310 communes, est catégorisée dans les aires de 200 000 à moins de 700 000 habitants,.

### Occupation des sols
L'occupation des sols de la commune, telle qu'elle ressort de la base de données européenne d’occupation biophysique des sols Corine Land Cover (CLC), est marquée par l'importance des forêts et milieux semi-naturels (48,9 % en 2018), en augmentation par rapport à 1990 (46,6 %). La répartition détaillée en 2018 est la suivante : 
forêts (48,9 %), zones agricoles hétérogènes (25,4 %), terres arables (16,2 %), zones urbanisées (5,8 %), prairies (3,8 %). L'évolution de l’occupation des sols de la commune et de ses infrastructures peut être observée sur les différentes représentations cartographiques du territoire : la carte de Cassini (XVIIIe siècle), la carte d'état-major (1820-1866) et les cartes ou photos aériennes de l'IGN pour la période actuelle (1950 à aujourd'hui).

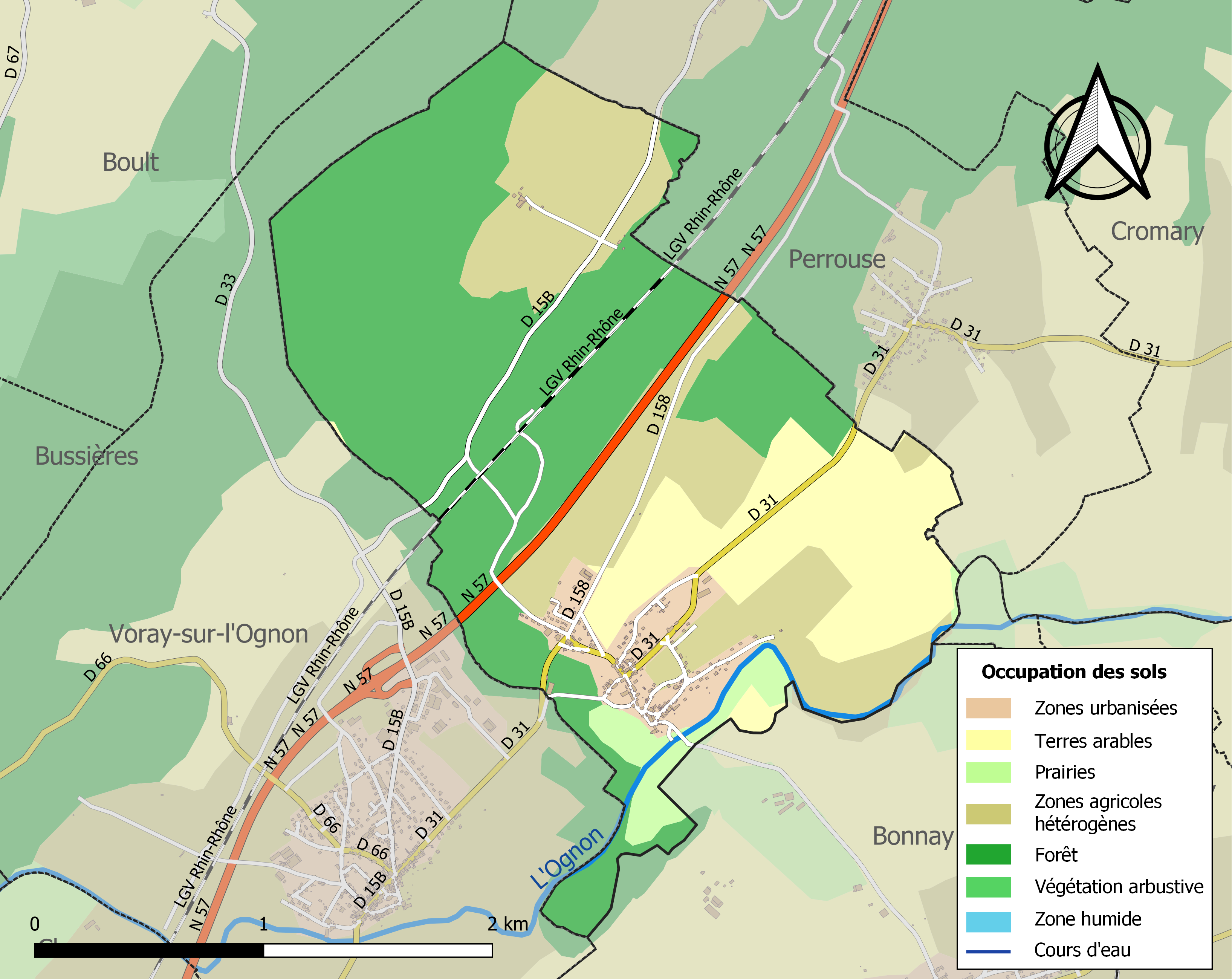
Carte des infrastructures et de l'occupation des sols de la commune en 2018 (CLC).

## Histoire
Dès 1140, il y avait une famille du nom de Buthiers. En 1494, la seigneurie passa aux Scey qui possèdent encore le château[réf. nécessaire].
Avouay, constituée commune en 1790, fut réunie à Buthiers en 1805.

## Politique et administration

Carte départementale représentant en rouge la communauté de communes du Pays Riolais.

### Rattachements administratifs et électoraux
La commune fait partie de l'arrondissement de Vesoul du département de la Haute-Saône,  en région Bourgogne-Franche-Comté. Pour l'élection des députés, elle dépend de la première circonscription de la Haute-Saône.
Elle fait partie depuis 1801 du canton de Rioz. Dans le cadre du redécoupage cantonal de 2014 en France, ce canton s'accroît et passe de 27 à 52 communes.

### Intercommunalité
La commune est membre de la communauté de communes du Pays riolais, créée le 29 décembre 1999.

### Liste des maires
| Période                                  | Période                 | Identité      | Étiquette | Qualité |
| ---------------------------------------- | ----------------------- | ------------- | --------- | ------- |
| Les données manquantes sont à compléter. |                         |               |           |         |
| mars 2001                                | 2014                    | Didier Magnin |           |         |
| 2014                                     | En cours (au 2/10/2016) | Guy Didier    |           |         |

## Démographie
L'évolution du nombre d'habitants est connue à travers les recensements de la population effectués dans la commune depuis 1793. Pour les communes de moins de 10 000 habitants, une enquête de recensement portant sur toute la population est réalisée tous les cinq ans, les populations de référence des années intermédiaires étant quant à elles estimées par interpolation ou extrapolation. Pour la commune, le premier recensement exhaustif entrant dans le cadre du nouveau dispositif a été réalisé en 2007.

En 2022, la commune comptait 326 habitants, en évolution de +6,89 % par rapport à 2016 (Haute-Saône : −1,4 %, France hors Mayotte : +2,11 %).
| 1793 | 1800 | 1806 | 1821 | 1831 | 1836 | 1841 | 1846 | 1851 |
| ---- | ---- | ---- | ---- | ---- | ---- | ---- | ---- | ---- |
| 300  | 308  | 319  | 346  | 336  | 321  | 309  | 318  | 310  |

| 1856 | 1861 | 1866 | 1872 | 1876 | 1881 | 1886 | 1891 | 1896 |
| ---- | ---- | ---- | ---- | ---- | ---- | ---- | ---- | ---- |
| 282  | 278  | 296  | 263  | 259  | 250  | 248  | 244  | 221  |

| 1901 | 1906 | 1911 | 1921 | 1926 | 1931 | 1936 | 1946 | 1954 |
| ---- | ---- | ---- | ---- | ---- | ---- | ---- | ---- | ---- |
| 199  | 170  | 163  | 175  | 166  | 137  | 116  | 126  | 136  |

| 1962 | 1968 | 1975 | 1982 | 1990 | 1999 | 2006 | 2007 | 2012 |
| ---- | ---- | ---- | ---- | ---- | ---- | ---- | ---- | ---- |
| 147  | 144  | 172  | 181  | 241  | 296  | 312  | 314  | 306  |

| 2017 | 2022 | - | - | - | - | - | - | - |
| ---- | ---- | - | - | - | - | - | - | - |
| 308  | 326  | - | - | - | - | - | - | - |

## Culture locale et patrimoine

### Lieux et monuments
- Château du XVe siècle
  - Le parc du château comprend un pavillon chinois et une orangerie plus ancienne. Le pavillon a été construit pendant la Révolution comme l'atteste un petit pont concomitant portant sa date de construction dans les deux styles.
  - Le pavillon est inscrit à l'inventaire des monuments historiques. Il a été restauré voici une dizaine d'années et s'est malheureusement effondré dans l'affaissement de terrain ayant emporté sa terrasse d'assise. Sa restauration est projetée, dans un emplacement du parc moins menacé.
  - Parc privé, pas de visites.
- L'église Saints-Pierre-et-Paul.
- Le lavoir couvert.
- L'étang sur la Buthiers.
- Réserve naturelle volontaire ou bocage de Buthiers : elle a été classée en 1982 (c'est la plus ancienne réserve de Franche-Comté)l ; elle s'étend sur la partie aval de la vallée de la rivière Buthiers jusqu’à sa confluence avec l’Ognon ; au centre, figurent l'étang de 4 hectares ainsi que le château avec son parc[19].
- La vallée de l'Ognon et le pont.

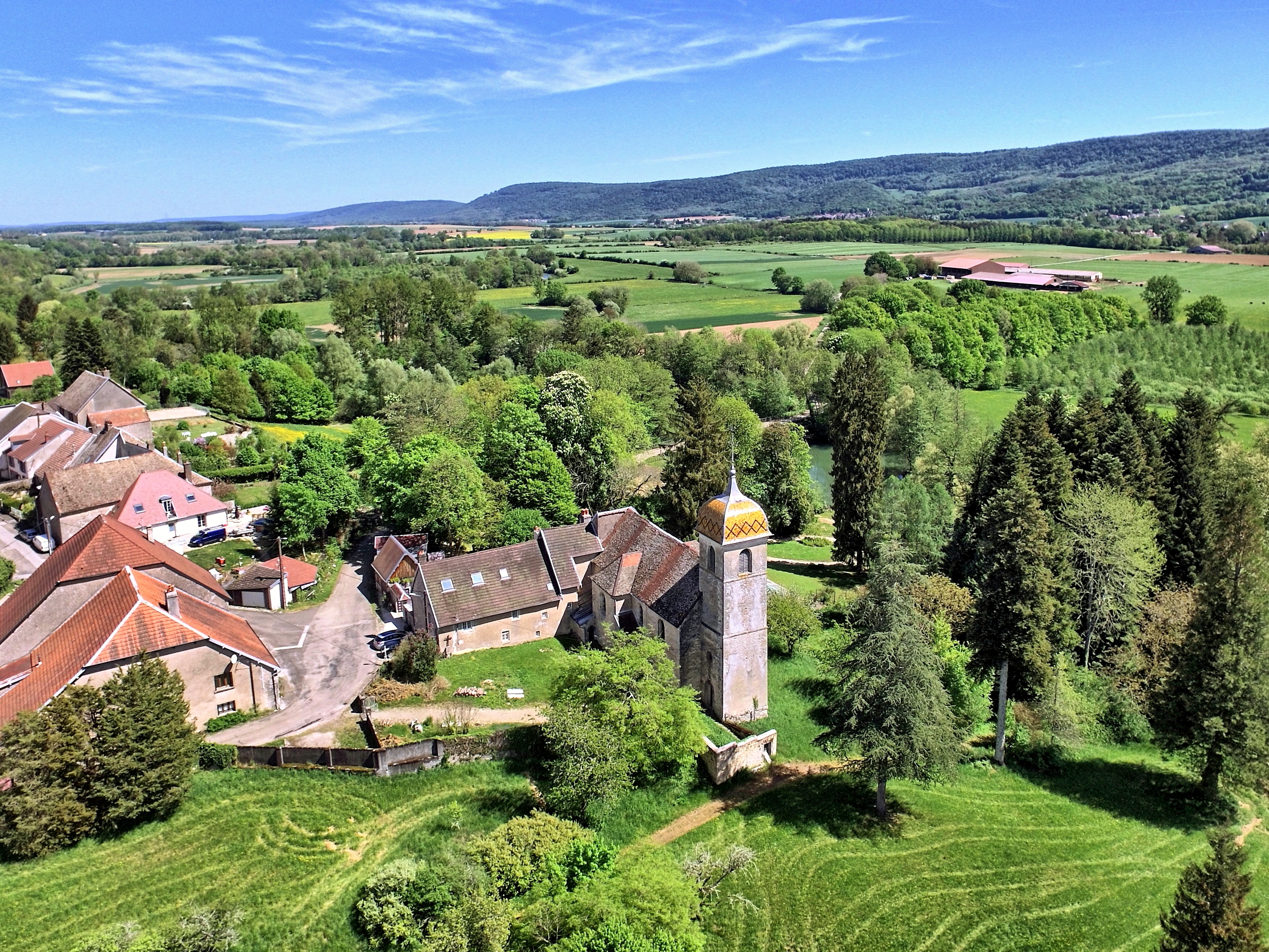
L'église Saints-Pierre-et-Paul.
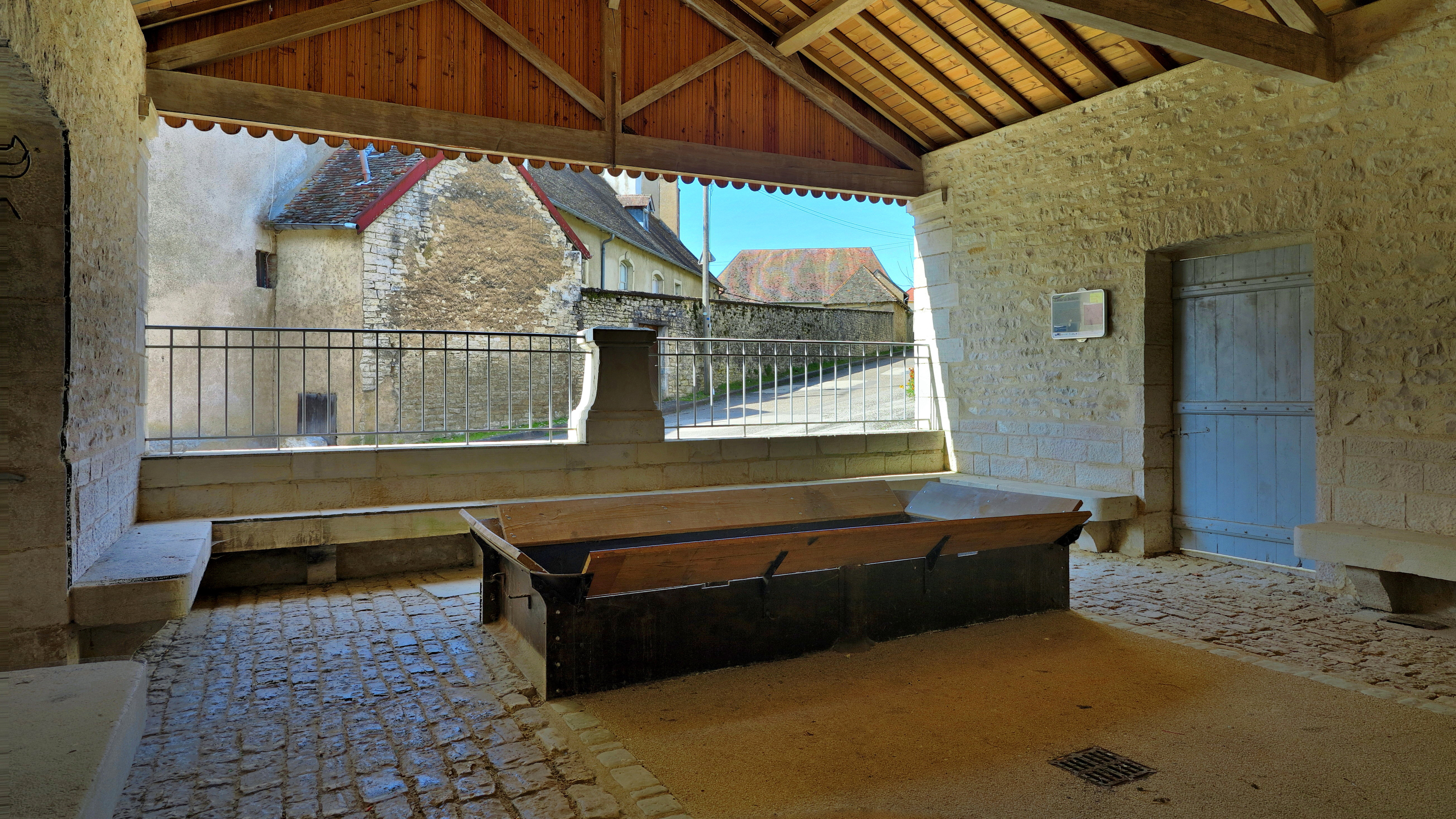
Le lavoir.
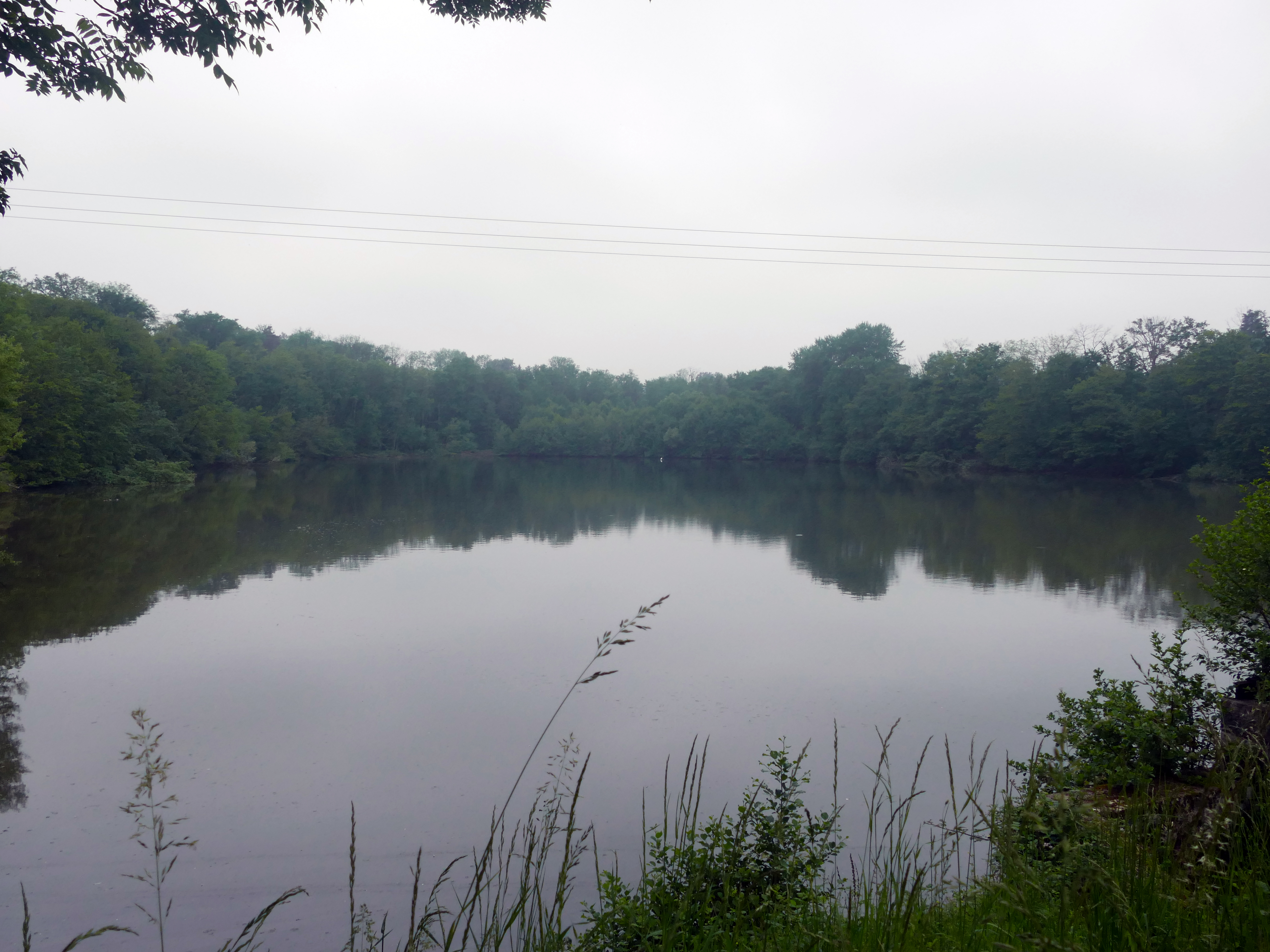
L'étang.
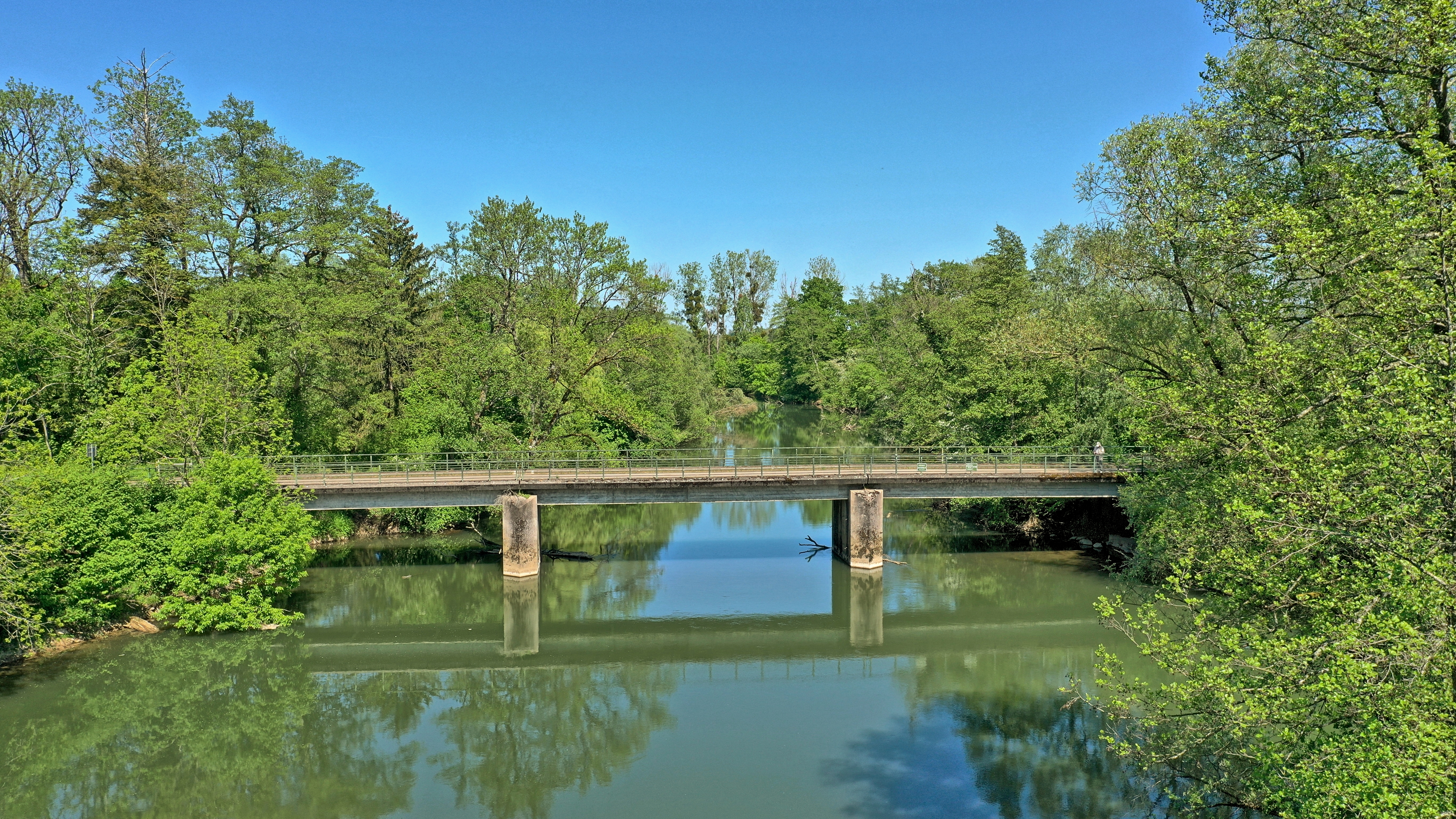
Le pont sur l'Ognon.

### Personnalités liées à Buthiers
- Jean-Adolphe Chudant, artiste peintre, maire de Buthiers de 1907 à 1919.